# Nueva Zelanda en los Juegos Paralímpicos de Salt Lake City 2002
Nueva Zelanda estuvo representada en los Juegos Paralímpicos de Salt Lake City 2002 por dos deportistas, una mujer y un hombre.

## Medallistas
El equipo paralímpico neozelandés obtuvo las siguientes medallas:
| Nombre            | Deporte      | Evento                         |
| ----------------- | ------------ | ------------------------------ |
| Oro               |              |                                |
| Rachael Battersby | Esquí alpino | Descenso LW3,4,6/8,9 femenino  |
| Rachael Battersby | Esquí alpino | Eslalon LW6/8 femenino         |
| Rachael Battersby | Esquí alpino | Eslalon gigante LW6/8 femenino |
| Steven Bayley     | Esquí alpino | Eslalon gigante LW4 masculino  |
| Plata             |              |                                |
| —                 |              |                                |
| Bronce            |              |                                |
| Steven Bayley     | Esquí alpino | Descenso LW4 masculino         |
| Steven Bayley     | Esquí alpino | Supergigante LW4 masculino     |